# Standbeeld van Sint-Christoffel

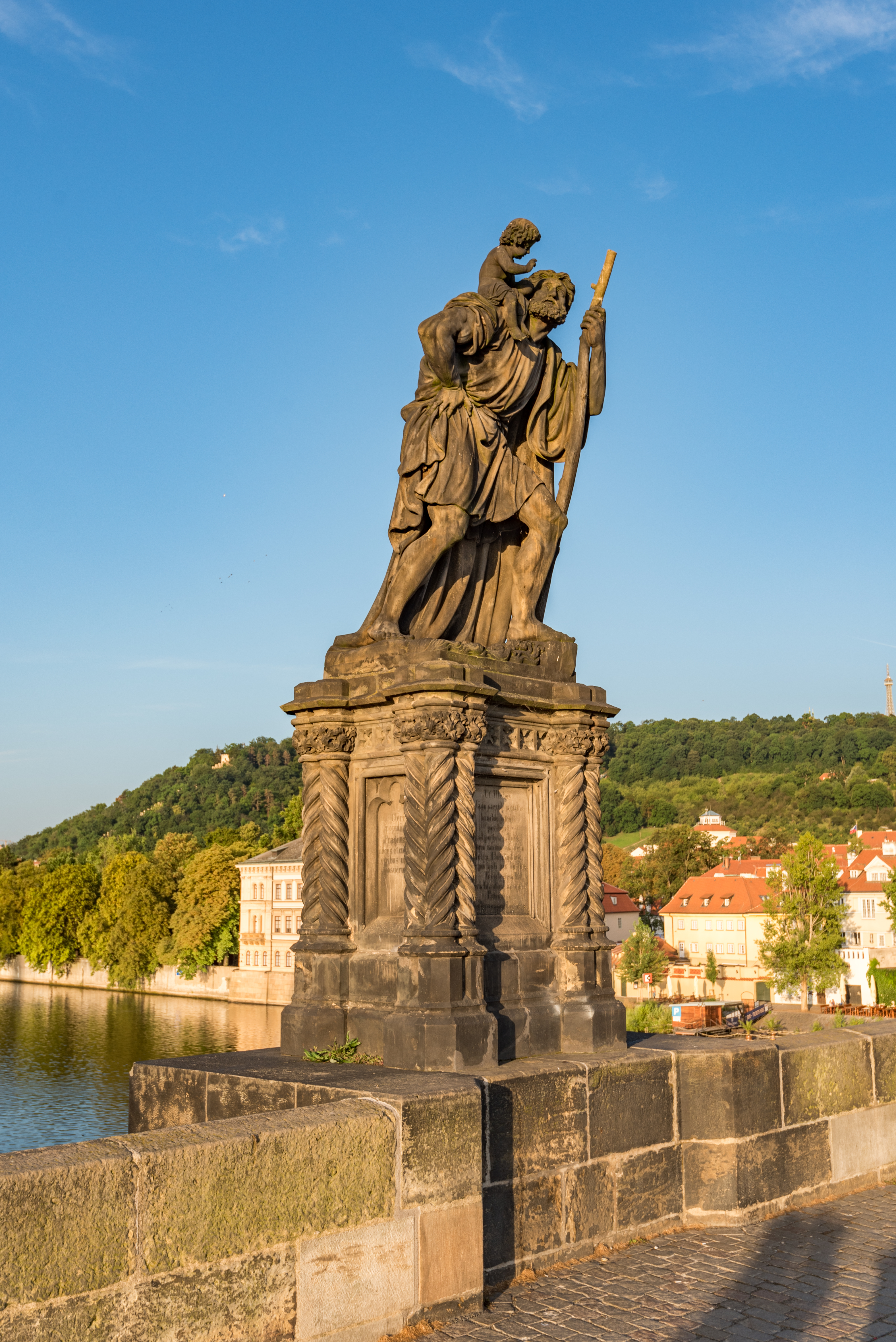
Het beeld in 2017.

Het Standbeeld van Sint-Christoffel is een zandstenen beeldhouwwerk gemaakt door de Duits-Tsjechische beeldhouwer Emanuel Max (1810-1901) in 1857. Het beeld staat op de zuidzijde van de Karelsbrug in Praag, die de rivier de Moldau overspant en is een van de dertig beelden die op deze brug staan.
Het beeld werd bekostigd door Václav Vaněk, edelman van Rodlova. Op de plek waar het beeld werd geplaatst stond eerder een militair wachthuis dat in 1784 in de rivier stortte. Een eerder plan om hier een beeldhouwwerk van Karel IV te plaatsen werd niet uitgevoerd.
Op de sokkel staan verscheidene Latijnse inscripties.